# Ливо (Трентино-Южен Тирол)
Вижте пояснителната страница за други значения на Ливо.
Лѝво (на италиански: Livo; на ладински: Liu, Лиу) е село и община в Северна Италия, автономна провинция Тренто, автономен регион Трентино-Южен Тирол. Разположено е на 741 m надморска височина. Населението на общината е 801 души (към 2018 г.).